# Josip Kalaica
Josip Kalaica, hrvatski kroničar, nogometaš, lokalni dužnosnik i branitelj BiH iz Bugojna.

## Životopis
Igrao kao profesionalni nogometaš za Iskru. 20 godina aktivno se bavio športom. Priključio se mjesnim hrvatskim snagama kad su velikosrpska JNA i četnici napadali Bugojno. U obrani Bugojna od srpske agresije poginuo mu je na Garačkim Podovima brat Dominko, jedan od 311 poginulih hrvatskih branitelja Bugojna.  Bilo je to u srpskom napadu na Bugojno 11. kolovoza 1992. godine, kad su se na lokalitetu iznad Bugojna prema Koprivnici, gdje je bila linija razgraničenja prema Srbima, susrele hrvatska i srpska ophodnja. Brat je bio u patroli s još četvoricom suboraca. Izbila je pucnjava. Ne znajući da mu je brat pogođen, pretrčao kilometar i pol s puškom i nosilima do mjesta pucnjave. Teško ranjeni brat umro mu je dok ga je nosio na rukama. 
Izbijanjem hrvatsko-muslimanskog sukoba predajom s ostalom skupinom Hrvata dospio je u zarobljeništvo. Poslije je svjedočio da da su znali što ih čeka, da bi se radije borili do msrti. Doživljavali su svaki dan maltretiranja, izgladnjivanja, premlaćivanja, odvođenja na kopanje rovova na prvim crtama bojišnice, prisilna vađenja krvi te odvođenja u nepoznato. Osam mjeseci je bio utamničen u logoru "Stadion", pod tribinama nogometnog stadiona Iskre, istog kluba za koji je igrao. Razmijenjen je 19. ožujka 1994. godine s još 293 hrvatska zatočenika logora "Stadion" u zamjenu za 1500 Bošnjaka-Muslimana iz "Helidroma".
Jedan je od prvih Hrvata koji se vratio u Bugojno. Zajedno s obitelji vratio se 1998. godine. 
Kalaica je posvjedočio da im je tadašnji visoki predstavnik Carlos Westendorp vratio stanove. Od povratka obnašao visoke lokalne dužnosti. Bio je načelnik Ureda za obranu i predsjednik Općinskoga vijeća. Hrvatskim je političarima prigovorio da ne može reći da su ga zvali i zanimali se za stanje u Bugojnu niti ga pitali treba li tamošnjim Hrvatima što. Ističe ulogu Katoličke Crkve, odnosno fratara koji su i u ratu i nakon njega uvijek bili uz hrvatski narod.
Razlikuje se od mnogih hrvatskih dužnosnika po tome što spremno priznaje pozitivnu ulogu člana Predsjedništva BiH Željka Komšića, kojeg Hrvati nazivaju predstavnikom Hrvata kojeg su izabrali Bošnjaci i prozivaju da radi za bošnjačku politiku. Kalaica priznaje Komšićeve zasluge za procese koji su pokrenuti pred bh. pravosuđem protiv Bošnjaka odgovornih za zločine u proteklome ratu. Kalaica Hrvate bugojanskog kraja obvezuje neka se vrate i obnove život u Bugojnu, objašnjavajući to obvezom prema više od 300 poginulih hrvatskih branitelja Bugojna.
Godine 2014. objavljena mu je knjiga Razmijenjeni iz bugojanskog logora Stadion 19. 3. 1994.  koja dokumentaristično svjedoči o bugojanskim zatočenicima. Uz knjige Katice Nevistić Svoju zemlju i oni su voljeli (2004.) i Bugojanskog dnevnika (2005.)0 zatim U kandžama zla - fratrov ratni dnevnik u Bugojnu devedeset i neke fra Janka Ljubosa te Hrvatski puk Bugojna (I i II dio: Od izbora do Daytona - naše izgubljene godine) Mirka Antunovića, važna knjiga za upotpunjavanje saznanja o događanjima u Bugojnu 1992. – 1996. godine. Knjigu mu je objavio mostarski Hrvatski dokumentacijski centar Domovinskog rata u BiH.

## Citat
- "Znam da nema posla u Bugojnu, ali recite mi gdje ga to danas ima. Posao nije lako naći ni izvan Bugojna. Upravo zato ja ne mogu shvatiti Bugojance koji danas žive kao podstanari u Livnu, Kupresu ili Tomislavgradu, a kuće im, obnovljene ili ne, zjape prazne. Ovdje bi bili svoji na svome i to, vjerujte mi, nije mala stvar."[1]
- "Nepovratkom dajemo za pravo onima koji ih pobiše, a to nikako ne želimo niti smijemo".[1]

## Vanjske poveznice
- Scribd Intervju Josipa Kalaice za Svjetlo riječi: Bilo, ne ponovilo se